# Tempel von Baalbek

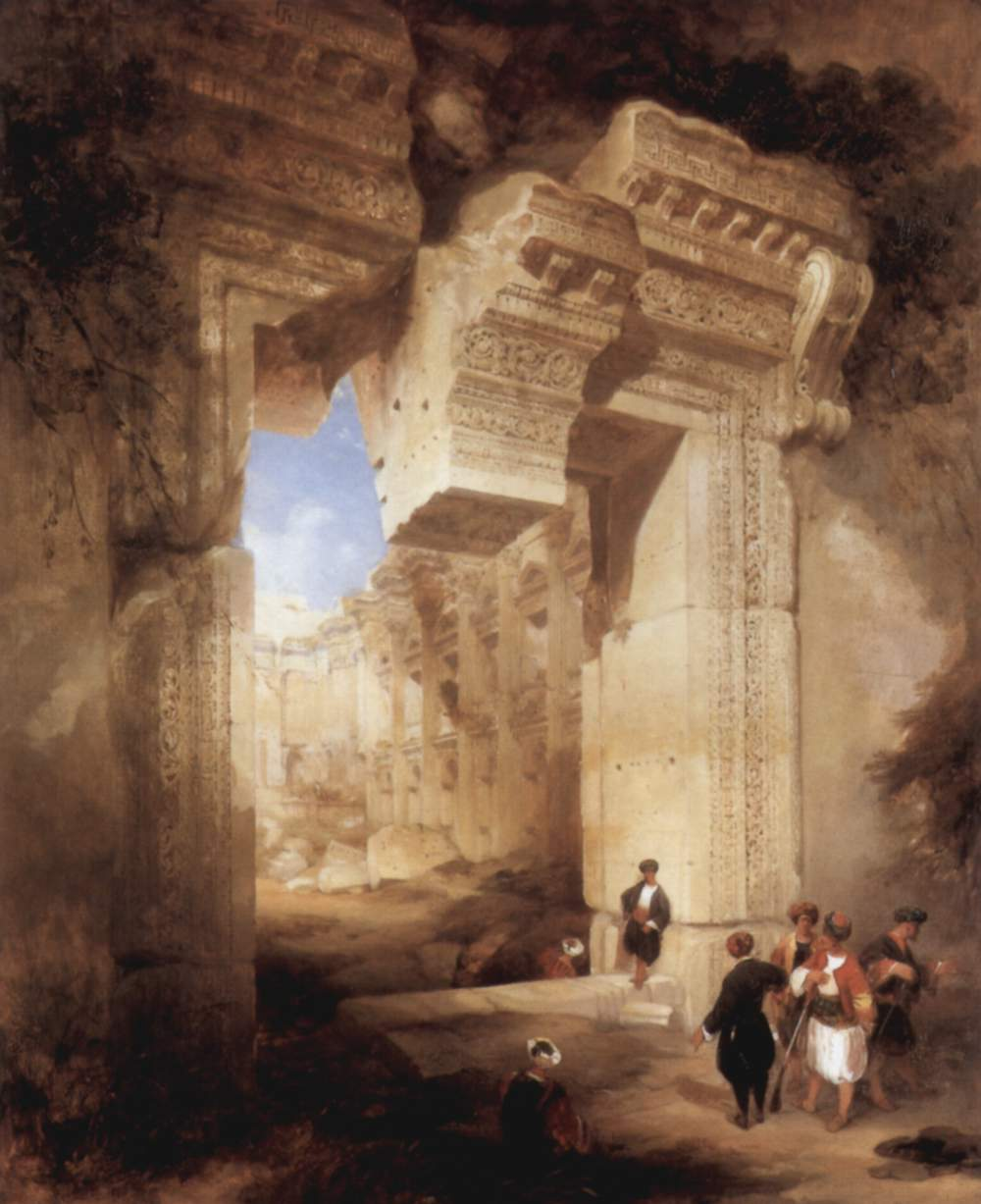
David Roberts: Der Eingang zum Bacchustempel in Baalbek

Die Tempelanlagen von Baalbek enthalten einige der größten und am besten erhaltenen Beispiele für kaiserzeitliche römische Architektur im Nahen Osten und sind in ihrer kunst- und kulturhistorischen Bedeutung mit den antiken Städten Palmyra oder Gerasa zu vergleichen. Sie wurden vom 1. bis in das 3. Jahrhundert n. Chr. errichtet und befinden sich in der Stadt Baalbek im Libanon.
Zu den Tempelanlagen gehören das gewaltige Jupiterheiligtum, der außergewöhnlich gut erhaltene sogenannte Bacchustempel und der Rundtempel mit seiner einmaligen Formgebung.
Besondere Merkmale der Bauten sind der überaus reiche Bauschmuck und die Monumentalität der verwendeten Bauglieder.

## Geschichte

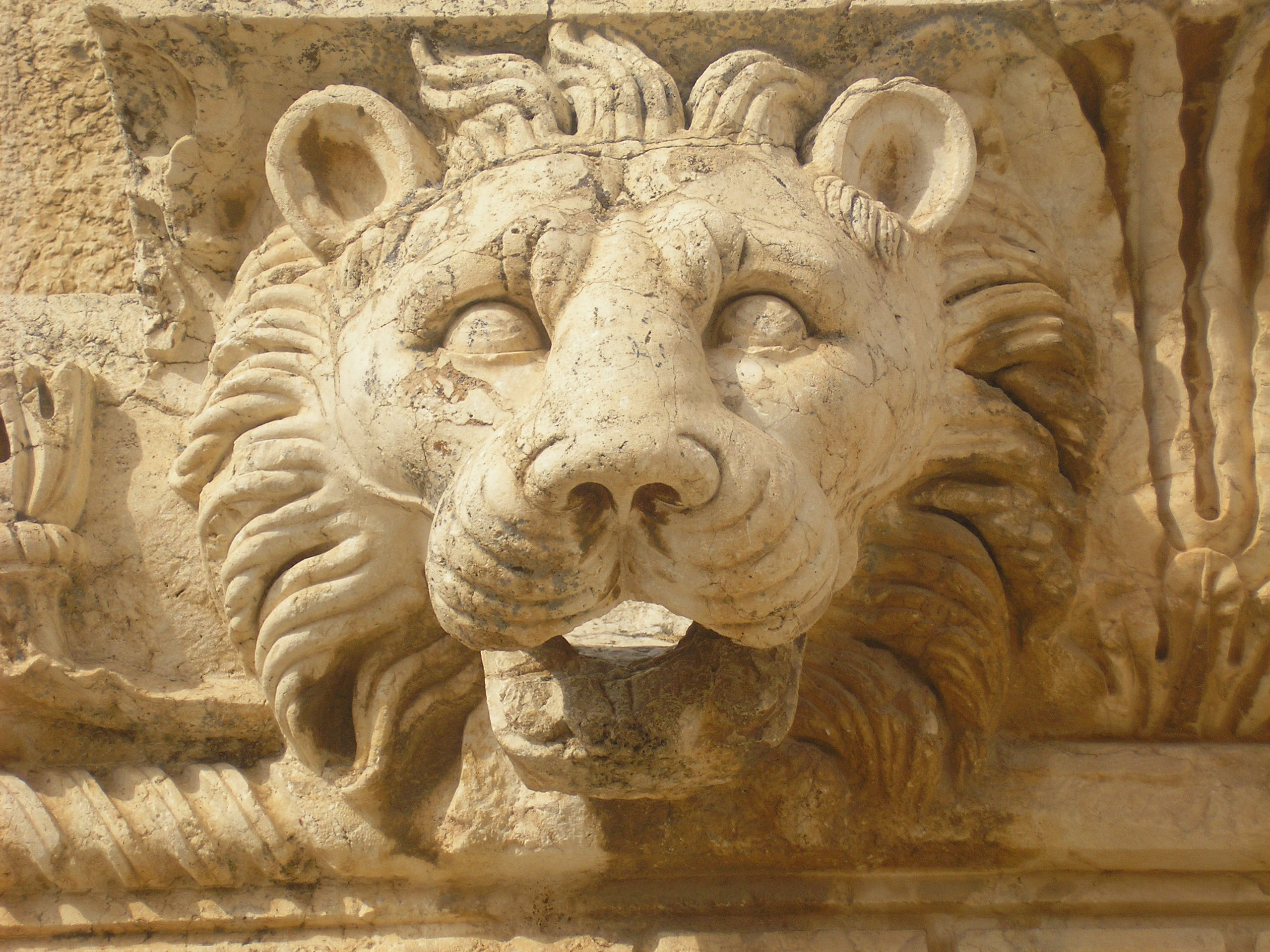
Löwenfigur am Jupitertempel

Das Jupiterheiligtum ist ab dem 1. Jahrhundert n. Chr. schrittweise um einen alten prähistorischen Siedlungshügel herum gebaut worden. Eine vorrömische Sakralarchitektur ist nicht nachzuweisen. Auch gibt es keine Zeugnisse für ältere Kulte. Die Arbeiten am Heiligtum zogen sich bis in das 3. Jahrhundert hin, als die Tempel zusammen mit der Stadt Baalbek ihren Höhepunkt erreichten. Wann der Jupitertempel zerstört wurde und ob dies auf natürliche Ursachen wie Brand oder Erdbeben oder auf menschliches Einwirken zurückzuführen ist, ist unbekannt. Die meisten Quellen deuten auf das 6. Jahrhundert. Der anonyme Fortsetzer der Chronik des Zacharias Rhetor berichtet, der bis zu diesem Zeitpunkt noch genutzte Tempel sei 554 nach einem Blitzschlag niedergebrannt; andererseits sollen noch unter Kaiser Tiberius Constantinus die Verehrer von Jupiter Heliopolitanus in Baalbek um 580 die Mehrheit gestellt haben. Damals kam es zu massiven Maßnahmen gegen die Altgläubigen. Als dann etwas später im Altarhof eine Basilika unter anderem aus Bauteilen des Jupitertempels errichtet wurde, muss dieser schon teilweise beschädigt und nicht mehr in Nutzung gewesen sein.
Ab dem 12. Jahrhundert bauten die arabischen Ayyubiden das Jupiterheiligtum und den Bacchustempel zu einer Festung um. Dadurch wurden weite Teile der antiken Anlage geschützt, der Bacchustempel beispielsweise wurde als Palast genutzt. 1759 warf ein schweres Erdbeben drei noch stehende Säulen des Jupitertempels um, seitdem stehen noch sechs Säulen aufrecht. Nach seiner Palästinareise im Jahre 1898 und einem Besuch in Baalbek veranlasste der deutsche Kaiser Wilhelm II. die Ausgrabung der Tempelanlagen. Eine deutsche Grabung unter der Leitung von  Otto Puchstein legte zwischen 1900 und 1905 weite Teile frei. Zwischen den 1920er- und 1940er-Jahren setzten zunächst französische, ab 1947 libanesische Archäologen die Arbeiten fort. Neben weiteren Ausgrabungen standen dabei vor allem Rekonstruktionsarbeiten im Mittelpunkt.

## Bauten

### Jupiterheiligtum

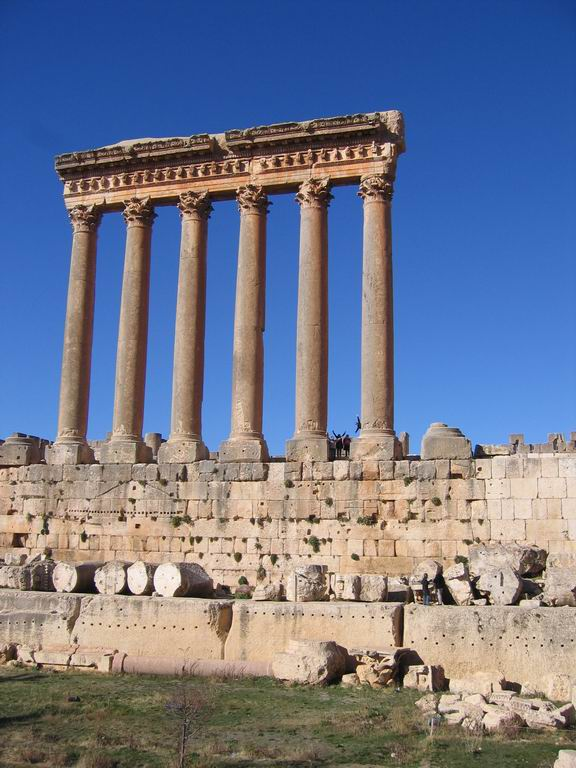
Die sechs Säulen des Jupitertempels mit Podium

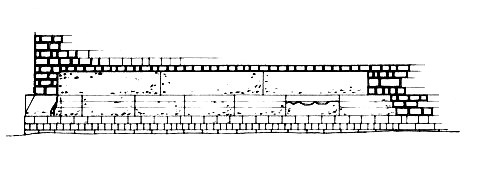
Podium des Jupitertempels mit den drei „Trilithon“ genannten 800-Tonnen-Steinen, den größten je verbauten Steinen der Welt, und einer Lage 350-Tonnen-Steine darunter

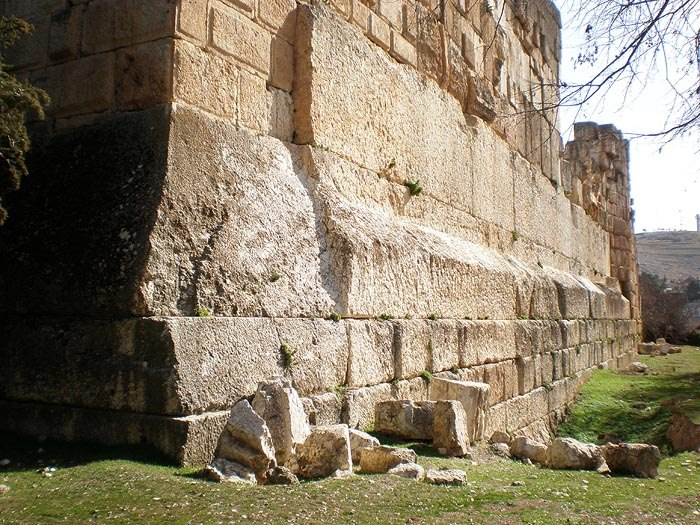
Podium des Jupitertempels mit den Trilithos (obere Reihe)

Der im Heiligtum verehrte Gott, Jupiter Optimus Maximus Heliopolitanus, ist vielfach inschriftlich genannt. Sein Heiligtum wurde um einen alten Siedlungshügel herum errichtet. Wie alle Großbauten in Baalbek wurde es aus dem aus den umliegenden Steinbrüchen gewonnenen Kalkstein errichtet. Die Bauzeit war sukzessive zwischen dem ersten Jahrhundert und dem frühen dritten Jahrhundert nach Christus. Es setzt sich aus vier Komponenten zusammen: dem Jupitertempel, dem Altarhof, dem sechseckigen Vorhof und den Propyläen. Vor den Propyläen liegt ein Platz, der von einer hufeisenförmigen Sitzstufenreihe eingefasst wird.
Das Heiligtum ist streng symmetrisch um eine Längsachse angelegt, es ist von der Rückseite des Podiums des Tempels bis zur Vorderkante der Propyläen 287 m lang. Seine Höhe und die nach außen geschlossenen Mauern der Höfe setzen es deutlich von seiner Umgebung ab. Die Architekturordnung des Heiligtums ist vorwiegend korinthisch.
Die Propyläen sind ein langgestreckter Bau von 75 m Länge und 11,60 m Tiefe. Zwischen zwei Türmen öffnet sich eine 50 m breite Hallenfront mit 12 Säulen nach außen. In gleicher Breite führte eine heute verschwundene Freitreppe zu den Propyläen hinauf, deren Fußbodenniveau 7,28 m über der Umgebung liegt. Die Propyläen sind auf Münzen des dritten Jahrhunderts nach Christus abgebildet. Drei Inschriften an den Säulenbasen berichten von der Vergoldung von Kapitellen zu Ehren des Kaisers Caracalla und seiner Mutter Julia Domna.
Durch drei Türen, von denen die mittlere deutlich größer ist als die beiden Seiteneingänge, kommt man auf dem gleichen Fußbodenniveau in den Hexagonalhof. Seine Ausmaße betragen 52 m Ost-West × 73 m Nord-Süd. Seine Form ist einzigartig in der römischen Architektur, die Funktion ist bis heute nicht geklärt. Als Sechseck ist er nur im Rauminneren zu erkennen. Er war ringsum von Säulenhallen umgeben. Der mittlere Teil ist tiefer gelegen und liegt unter freiem Himmel. An der Nord- und Südseite befinden sich hinter den Hallen je zwei schräg zueinander gestellte Exedren, deren Wände durch Aediculae geschmückt waren.
Wiederum durch drei Türen mit stark vergrößertem Mittelteil gelangt man in den Altarhof. Dieser ist 120 × 125 m groß und an drei Seiten von Säulenhallen umgeben, die Säulenschäfte waren aus ägyptischem Rosengranit und aus grauem Granit, der in der Nähe der Assuanstaudämme gewonnen wurde. Hinter diesen Hallen liegen im regelmäßigen Wechsel rechteckige und halbrunde Exedren, die Ostseite wird variiert durch angebaute Räume und große Apsiden. Die Wände sind geschmückt mit Aediculae und Apsiden, in denen Statuen und Bildnisse standen. Auf der großen Freifläche des Altarhofes, die um drei Stufen niedriger liegt als die Säulenhallen, befanden sich eine Reihe von Einbauten und Installationen. Zwei große Turmaltäre stehen hintereinander in der Mittelachse des Heiligtums, sie waren durch Treppen erschlossen zu begehen. Sie scheinen durch orientalische oder ägyptische Kulteinflüsse geprägt zu sein.
Jeweils vor den großen Mittelexedren der Nord- und Südhalle befindet sich ein großes Wasserbecken.

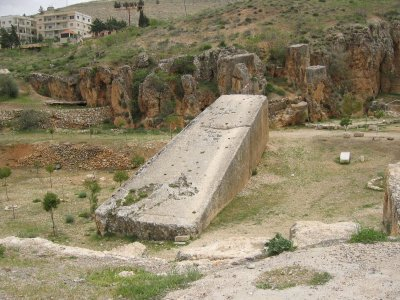
Einer der größten Bausteine der Welt (Stein der schwangeren Frau) im Steinbruch von Baalbek, etwa einen Kilometer südwestlich des Tempels

Eine große, dreiteilige Freitreppe führte zum Jupitertempel hinauf. Dieser war ein dekastyler Pseudodipteros. Seine 45 m breite Front hatte zehn Säulen von 20 m Höhe, die 86 m lange Langseite hatte 19 Säulen. Die Cella ist verloren, ihre Fundamentmauern zeigen, dass die Achsen der Cellamauern auf die dritte und achte Säule der Front sowie auf die drittvorletzte Säule der Langseite ausgerichtet waren. Es ist anzunehmen, dass sich eine weitere Säulenstellung vor der Vorhalle des Tempels befand.
Der Tempel hatte ein Satteldach und eine Tür oder ein großes Fenster im Frontgiebel. Ob sich ein sogenanntes Adyton, eine für syrische Tempel häufig belegte Erhöhung für ein Kultbild, am Ende der Cella befand, ist unklar.
Der Fries des Tempels war mit abwechselnden Stier- und Löwenprotomen geschmückt. Eine Steinmetzinschrift in griechischer Sprache auf der Oberseite einer Säule belegt, dass im Jahre 60 nach Christus am Tempel gearbeitet wurde.
Der Tempel ist in verschiedenen Ansichten auf Münzen der severischen Zeit und aus der ersten Hälfte des dritten Jahrhunderts nach Christus zu sehen. Der Jupitertempel sollte von einem gigantischen Podium umgeben werden. Da sich sein Fußbodenniveau 14 m über der Umgebung befindet, das Podium aber üblicherweise aus drei Steinreihen bestehen sollte, wurden dafür riesige Quader aus dem Steinbruch geschlagen. Da das Podium nie vollendet wurde, liegen nur drei der Riesensteine auf der Rückseite als Podienschaft. Ihre Maße sind etwas über 19 m Länge, rund 4 m Höhe und 3,60 m Breite. Das Gewicht beträgt im arithmetischen Mittel jeweils etwa 800 Tonnen. Die drei schon im Mittelalter als „Trilithon“ berühmten Steine gelten als die größten verbauten Steine der antiken Baugeschichte.

### Bacchustempel

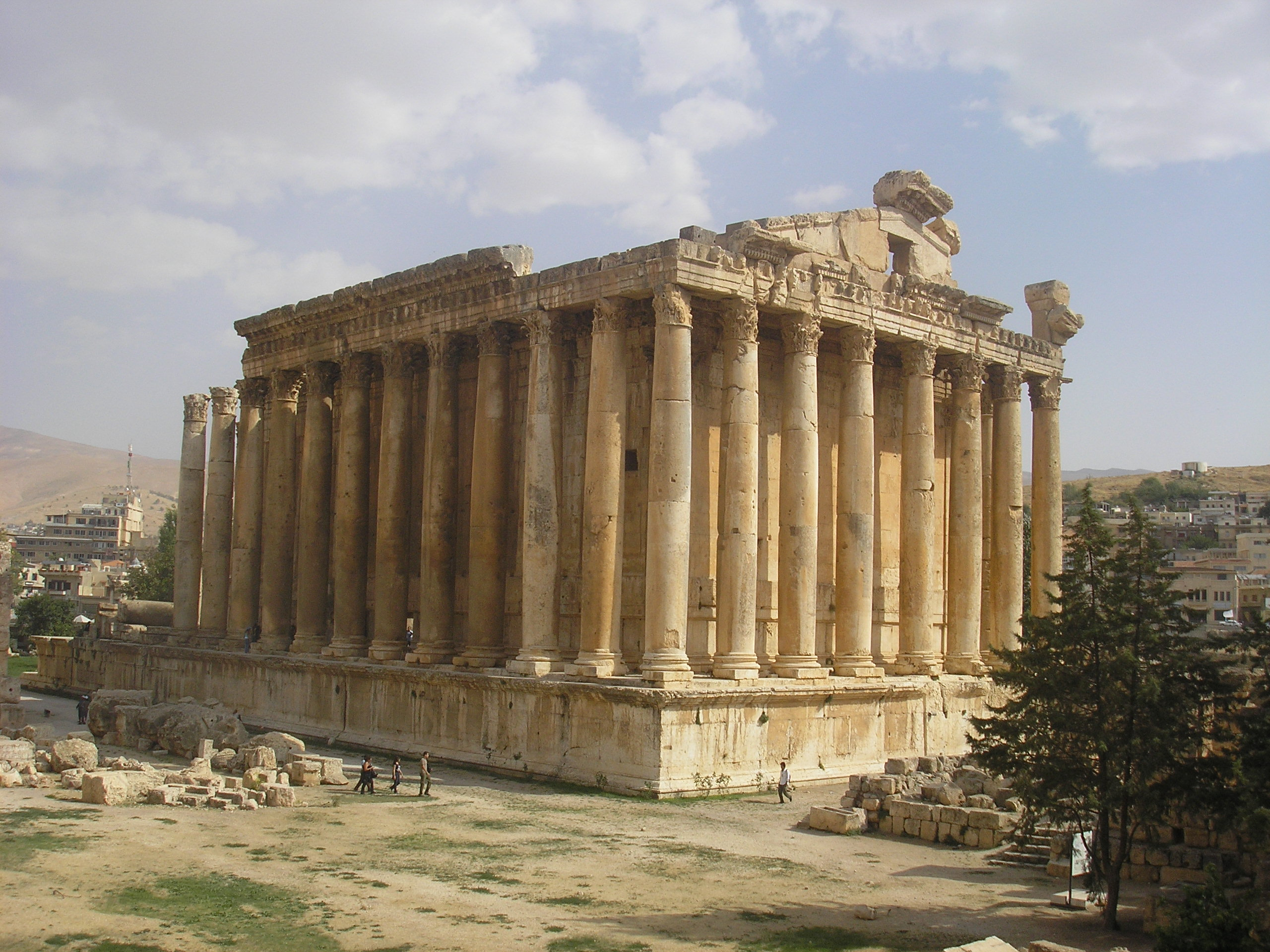
Der Bacchustempel genannte kleinere Tempel

Plan der Burg von Baalbek

Südlich des Jupitertempels steht der sogenannte Bacchustempel. Seine Zuweisung ist nicht belegt. Er wurde wahrscheinlich im späteren zweiten Jahrhundert nach Christus ebenfalls in korinthischer Ordnung gebaut.
Der Bacchustempel ist ein oktastyler Peripteros auf einem römischen Podium mit frontaler Freitreppe. Das Podium hat eine Länge von 83 m und eine Breite von 36 m. Die Säulenhalle hat ein Maß von 31 m × 63 m. Die acht Säulen an der Front und fünfzehn an den Langseiten sind  17,60 m hoch.
Der sogenannte Bacchustempel zählt zu den am besten erhaltenen Sakralbauten der römischen Welt, was er seiner Einbeziehung in die Burg und Nutzung als Palast zu verdanken hat. Er ist fast vollständig erhalten, das Satteldach fehlt und die frontale Säulenreihe ist der arabischen Burgmauer und einem heute noch stehenden Eckturm geopfert worden.
Wesentliche Charakteristika des Tempels sind seine große Tür von fast 13 m Höhe, die von einem reich geschmückten Rahmen mit Wein- und Efeuranken sowie Weizenähren und Mohnkapseln gefasst wird, der sehr gut erhaltene Innenraum mit umlaufenden Sitzstufen, einer reichen Wandgliederung sowie dem syrischen Adyton und den Deckenkassetten der Überdachung der Ringhalle, die mit vielfältigen Reliefs von Gottheiten, viele davon Tychedarstellungen, und einem üppigen Rankenwerk versehen sind. Es ist anzunehmen, dass von den zwei nebeneinander stehenden Tempeln auf Münzen des dritten Jahrhunderts einer als der Bacchustempel anzusehen ist.

### Pseudoperipteros und Rundtempel
Südlich des Hexagonalhofes des Jupiterheiligtums befindet sich ein kleiner Heiligtumsbezirk, in dem sich zwei Tempel befinden. Der erste ist ein kleiner Pseudoperipteros, das heißt, mit auf die Cella gesetzten Halbsäulen. Er hat korinthische Vollblattkapitelle und ist ca. 25 m lang und 12,5 m breit. Der Tempel ist in den 1960er-Jahren von der libanesischen Antikenverwaltung ausgegraben und teilweise restauriert worden. Seine Zuweisung ist unbekannt, seine Bauzeit dürfte in der frühen römischen Kaiserzeit liegen.
Fast im rechten Winkel dazu steht der Rundtempel, lange Zeit als Venustempel bekannt, obwohl diese Zuweisung nicht zu halten ist. Der Rundtempel gehörte mit dem Jupiter- und dem Bacchustempel zu den drei stets sichtbaren und deshalb immer bekannten Bauten. Die Form seines geschwungenen Podiums und der resultierenden Cellagestaltung bis hin den Säulen mit fünfseitigen korinthischen Kapitellen ist einzigartig und wurde immer als „barock“ bezeichnet. Der Rundtempel ist knapp 16 m breit und 28 m lang, Das Podium ist 2,91 m hoch, die Säulenhöhe beträgt 8,56 m. Der Bau wurde vielleicht im dritten Jahrhundert nach Christus gefertigt.

### Merkurtempel
Auf der Kuppe des Hügels Sheik Abd’allah, an dessen nördlichem Abhang die antiken Bauten liegen, befand sich der Merkurtempel. Er ist vollständig verschwunden, einige wenige Bauglieder liegen noch verstreut im Gelände. Der Tempel muss sehr früh gründlich abgebaut worden sein, weil keiner der Reisenden in der Neuzeit mehr von ihm berichtet.
Das wichtigste Zeugnis seiner Existenz sind Münzbilder aus der Zeit des Kaisers Philippus Arabs. Darauf ist der Tempel zu sehen, neben ihm ein Caducäus, der typische Botenstab des Merkur, sowie eine lange, den Berg hinaufführende Freitreppe. Diese Freitreppe ist heute noch erhalten und von der Stadt aus gut sichtbar.